# SummerSlam (2002)
SummerSlam 2002 fue la decimoquinta edición de SummerSlam, un evento pago por visión de lucha libre profesional producido por la World Wrestling Entertainment (WWE). Tuvo lugar el 25 de agosto de 2002 desde el Nassau Veterans Memorial Coliseum en Uniondale, New York. El tema musical oficial fue "Fight" por el compositor Jim Johnston. El evento también se hizo importante debido a que marcó el regreso de Shawn Michaels a los encordados como luchador activo después de una grave lesión de espalda que lo alejó de la lucha libre durante 4 años.

## Antecedentes
- En King of The Ring, Brock Lesnar derrotó a Rob Van Dam para convertirse en el Rey del Ring y además ganarse a una oportunidad al Campeonato Indiscutido de la WWE. The Rock derrotó a The Undertaker y Kurt Angle logrando el Campeonato Indiscutido de la WWE en Vengeance; de esta forma, tanto Lesnar como Rock, se enfrentarían el evento central de Summerslam por el título máximo.
- En RAW, Triple H y Shawn Michaels iban a reformar el stable D-Generation X, sin embargo Triple H atacó a Michaels. Posteriormente Triple H atacaría nuevamente a Michaels, esta vez lanzándolo frente a la ventana de un vehículo. Finalmente se confirmaría que ambos se enfrentarían en Summerslam en un Unsanctioned Street Fight

## Resultados
- Lucha en Heat: Spike Dudley derrotó a Steven Richards (2:35)
  - Spike cubrió a Richards.
- Kurt Angle derrotó a Rey Mysterio (9:20)
  - Angle forzó a Mysterio a rendirse con un "Angle Lock".
- Ric Flair derrotó a Chris Jericho (10:22)
  - Flair forzó a Jericho a rendirse con la "Figure-Four Leglock".
- Edge derrotó a Eddie Guerrero (11:50)
  - Edge cubrió a Guerrero después de un "Spear".
- The Un-Americans (Lance Storm & Christian) derrotaron a Booker T & Goldust reteniendo el Campeonato Mundial en parejas (9:37)
  - Christian cubrió a Booker T después de un "Big Boot" de Test
- Rob Van Dam derrotó a Chris Benoit ganando el Campeonato Intercontinental de la WWE (16:30)
  - RVD cubrió a Benoit después de una "Five-Star Frog Splash".
- The Undertaker derrotó a Test (8:18)
  - Undertaker cubrió a Test después de una "Tombstone Piledriver".
- Shawn Michaels derrotó a Triple H en un Unsanctioned Street Fight (27:50)
  - Michaels cubrió a Triple H con un "Jackknife Roll-Up".
  - Durante la lucha Michael le quitó una bota al comentarista en español Hugo Savinovich para atacar en la cabeza a Triple H.
  - Después de la lucha, Triple H golpeó a Shawn Michaels con su mazo dos veces, forzando a Michaels a ser retirado en una camilla.
  - Esta fue la primera lucha de Michaels en WWE después de más de 4 años de retiro por una lesión y 2 años de su última lucha en todas las promociones.
  - Shawn Michaels entró al ring con una camiseta que dice Filipenses 4:13.
- Brock Lesnar (con Paul Heyman) derrotó a The Rock ganando el Campeonato Indiscutido de la WWE (15:50)
  - Lesnar cubrió a Rock después de revertir un "Rock Bottom" en un "F-5".
  - Lesnar fue acreedor a esta lucha titular tras ganar el torneo de King of the Ring.
  - Esta fue la última lucha de The Rock como luchador a tiempo completo.

## Otros roles
| Comentaristas - Jim Ross - RAW - Jerry "The King" Lawler - RAW - Michael Cole - SmackDown! - Tazz - SmackDown! Comentaristas en español - Carlos Cabrera - Hugo Savinovich Árbitros de RAW - Earl Hebner - Nick Patrick - Jack Doan - Charles Robinson - Chad Patton Árbitros de SmackDown! - Mike Chioda - Jim Korderas - Brian Hebner | Gerentes generales - Eric Bischoff - RAW - Stephanie McMahon - SmackDown! Entrevistadores - Jonathan Coachman Anunciadores - Howard Finkel - RAW - Tony Chimel - SmackDown! Otros - Sgt. Slaughter - Trish Stratus - Lilian García - Nidia - Jamie Noble |